# دن بارکر
دن بارکر (زاده ۲۵ ژوئن ۱۹۴۹) فعال بی‌خدای آمریکایی است. او و همسرش آنی لاری گیلور مدیران کنونی روابط عمومی بنیاد رهایی از دین هستند. او سابقاً یک کشیش و مبلغ مسیحیت بوده‌است ولی از سال ۱۹۸۴ ترک مذهب کرده‌است. او همچنین یک نوازندهٔ حرفه‌ای پیانو است.

## انتشارات
موزیکال‌ها
- Mary Had a Little Lamb ۱۹۷۷
- His Fleece Was White as Snow ۱۹۷۸

کتاب‌ها
- از دست دادن ایمان به ایمان: از موعظه‌گر تا خداناباور (۱۹۹۲) شابک ‎۱-۸۷۷۷۳۳-۰۷-۵.۶۶۷۶
- بیخدا: چگونه یک مبلغ مذهبی یکی از رهبران بیخدایی آمریکا شد. (۲۰۰۸) شابک ‎۱-۵۶۹۷۵-۶۷۷-۵
- خداناباور خوب: زندگی هدف‌دار بدون خدا (۲۰۱۱) شابک ‎۹۷۸-۱-۵۶۹۷۵-۸۴۶-۵

آلبوم‌های موسیقی
- خداناباور مهربان محله
- مراقب تعصب باشید